# 苏塞斯·马斯拉
苏塞斯·马斯拉（法語：Succès Masra，1983年8月30日—），乍得经济学家，政治人物。苏塞斯曾供职于非洲开发银行，2018年成立在野党变革者。2022年乍得抗议后流亡美国，2023年乍得宪法公投后结束流亡回国，2024年获任命为乍得总理，但旋即离职。

## 早年经历
苏塞斯·马斯拉1983年8月30日在乍得出生，在乍得、喀麦隆和法国接受教育。在大学修读经济学后，马斯拉任职于非洲开发银行，担任首席经济学家，2018年辞职从政。

## 从政生涯
2018年4月29日，马斯拉成立在野党“变革者”。他计划将国内外的乍得人联合起来，推动乍得成为一个运转良好的社会民主主义国家。一直以来，马斯拉不断批评乍得总统伊德里斯·代比。伊德里斯自1990年起担任乍得总统，部分西方媒体批评他的统治“独裁、独断、腐败不堪”。

### 伊德里斯·代比时期
2020年11月，伊德里斯宣布参选2021年总统选举，谋求第六个总统任期。马斯拉公开反对伊德里斯参选，称根据《2018年乍得宪法》，总统只能连任一次，每届任期不超过六年。随后马斯拉递交了候选人申请，但被国家独立选举委员会退回，理由是变革者并不是正式登记的政党。随后马斯拉参与抗议活动，该活动遭到乍得军方暴力镇压，导致马斯拉出于安全考虑，在恩賈梅納的美国大使馆寻求庇护，共持续六天。
2021年3月16日，马斯拉与伊德里斯会面，期间呼吁伊德里斯推迟选举，以便在伊德里斯、执政党爱国拯救运动及在野阵营三方之间举行一场全国对话。相关提议被伊德里斯拒绝，最终伊德里斯以79.32%的得票率取胜。法国《世界报》存在大量违规操作，属于“非法”。

### 过渡军事委员会时期
2021年4月20日，伊德里斯的死讯传出，军方发言人表示他是在努库指挥乍得陆军对抗乍得变革与和谐阵线的叛军时中枪身亡。当天，乍得政府宣告解散，宪法失效，由伊德里斯之子穆罕默德·代比率领的过渡军事委员会宣告成立。马斯拉称解散政府是“政变”行为，呼吁终结代比政权，转型为民主政体。
2022年5月，乍得首都恩贾梅纳爆发抗议活动，要求法国外籍兵团撤出乍得。变革者党与公民社会团体Wakit Tamma也支持活动，但法方指控军政府支持抗议活动。最终抗议活动被当局镇压，至少12人死亡。
军政府宣布计划与反对派阵营进行对话后，马斯拉、变革者党与Wakit Tama设立了一连串的前提条件，要求当局同意，之后才开始正式对话。条件包括保障举行新宪法的公投、军政府成员不能参加下届总统选举，军队与政府明确分开等。至2022年8月，变革者党与Wakit Tama宣布不会参加定于次月举行的对话；马斯拉表示军政府很容易就废除此前开的前提条件。
2022年9月1日，马斯拉在恩贾梅纳组织示威活动，抗议军政府开始与反对派阵营的对话。91名活动人士被当局以“扰乱公共秩序”、不遵守与公共道路示威相关的法律的理由逮捕。许多抗议人士逃到变革者党部，随后警方将大楼包围。其后示威者与封锁大楼的警方爆发冲突，至少200人被捕。最终乍得天主教会宣布退出与军政府的对话，其他几个组织表示警方不解封大楼，就不参加对话。在布基纳法索外交官吉布里尔·巴索莱斡旋下，大批示威者在随后几天内获释。
因在示威活动期间的演讲中呼吁乍得人“做好最坏打算”，马斯拉被法院传唤出庭，要求解释相关言论。马斯拉出庭当天，1000名示威者到场陪同，遭到警方驱散，大约300人被捕，约1000人受伤。军政府的行动遭到国际人权联盟、非洲联盟、欧洲联盟、美国、德国、法国及爱国拯救运动抗议。针对国际社会的抗议，法庭撤销对马斯拉的传唤。
2022年10月，乍得多地爆发示威，抗议穆罕默德·代比自行宣布延长两年总统任期，而不是像先前承诺那样，将权力转交给文官政府。示威活动遭到军政府暴力镇压，至少50人死亡。马斯拉方面称至少70人死亡，数千人受伤。示威活动被镇压后，马斯拉藏了起来，之后逃到邻国喀麦隆，最终流亡美国。马斯拉逃亡的时候，当局暂停了变革者党的登记，至2023年1月恢复。
2023年8月11日，马斯拉宣布计划在同年10月18日，也就是2023年乍得宪法公投前夕回国。随后社交媒体贴文显示恩贾梅纳上诉法院早在6月份就对马斯拉秘密下达国际通缉令，指控马斯拉“煽动仇恨和叛乱”、意图“破坏宪法秩序”。人权观察认为乍得军政府在公投前夕用逮捕来威胁流亡的反对派领导人，证明该国的“基本自由仍然面临很大的风险”。

### 全国过渡委员会时期
2023年10月16日，马斯拉宣布推迟回国计划，称军政府对他的威胁不断升温。同月31日，在中部非洲国家经济共同体的斡旋下，马斯拉与军政府签订协议；军政府在协议中承诺给予马斯拉及其他抗议者特赦，马斯拉在保证下回国。然而马斯拉与当局签订协议的行为遭到部分反对派人士批评，指责他开脱军政府镇压抗议活动的责任。
2023年11月3日，马斯拉返回恩贾梅纳，受到阿卜杜拉曼·库拉马拉和阿齐兹·穆罕默德·萨利赫（Aziz Mahamat Saleh）两位部长的欢迎。针对他的法律诉讼仍在进行中，只是逮捕令已被暂停。同月，马斯拉会见了军政府领导人穆罕默德·代比，双方称会议具有建设性。针对2023年12月17日进行的宪法公投，马斯拉一开始选择不发表意见，意见认为这是马斯拉与穆罕默德签署金沙萨协议的结果，而马斯拉更愿意称之为实现“和解”所必须做出的让步。到12月11日，马斯拉呼吁民众对行政部门提出的新宪法进行投票。他承认新宪法并不完美，但总比之前的要好；他表示拒绝参加公投会延长2021年政变以来的过渡期，而这种情况是乍得人民想要避免的。最终新宪法以将近86%的支持率获得通过。
2024年1月1日，马斯拉获任命为新一任乍得总理。
2024年3月3日，苏塞斯·马斯拉宣布竞选2024年5月6日的总统选举。5月22日，苏塞斯·马斯拉辞职。